# Tortilla Flat
Tortilla Flat – powieść amerykańskiego pisarza Johna Steinbecka, opublikowana w 1935. 
Akcja niewielkiej powieści rozgrywa się w kalifornijskim miasteczku Monterey tuż po zakończeniu I wojny światowej. Jej bohaterem jest grupa miejscowych lekkoduchów, włóczęgów spędzających czas na piciu wina, drobnych kradzieżach oraz uwodzeniu kobiet. Sami siebie nazywają paisanos, są potomkami hiszpańskich konkwistadorów i często posiadają domieszkę krwi indiańskiej. Budowa utworu nawiązuje do legendy o Królu Arturze, posiada on także cechy powieści łotrzykowskiej. Centralną postacią powieści jest Danny, właściciel domku w dzielnicy Tortilla Flat. Z przyjaciółmi: Pilonem, Pablem, Jezusem Marią, Wielkim Joe Portugalczykiem i Piratem tworzy coś w rodzaju komuny. Wspólnie przeżywają szereg przygód, z reguły zabawnych, czasem jednak kończących się tragicznie.
W 1942 książka została przeniesiona na ekran filmowy. W wyreżyserowanym przez Victora Fleminga obrazie zagrał m.in. Spencer Tracy.